# Estatmina
La Estatmina 1/oncoproteina 18 (del griego σταθμος, relevo), cuyo símbolo es STMN1, es una proteína de 17 kDa. Su función como una importante proteína reguladora de la dinámica de los microtúbulos está bien caracterizada Los microtúbulos de eucariotas son uno de los tres componentes principales del citoesqueleto. Son estructuras altamente dinámicas, lo que significa que alternan continuamente entre su ensamblaje y desensamblaje. La Estatmina lleva a cabo una importante función en la regulación de la remodelación rápida del citoesqueleto en respuesta a las necesidades celulares. Los microtúbulos son polímeros cilíndricos de  α y β-tubulina.  Su ensamblaje está en parte determinada por la concentración de tubulina libre en el citoplasma.
A bajas concentraciones de tubulina libre, la tasa de crecimiento en los extremos del microtúbulo se ralentiza y eso produce una elevada tasa de despolimerización (desensamblaje).

## Función
La estatmina interactúa con dos moléculas de tubulina dimérica para formar un complejo ternario muy apretado, llamado complejo T2S.  Un mol de estatmina se une a dos moles de dímero de tubulina a través del dominio estatminoide (Stathmine-like domain, SLD).  Cuando la estatmina secuestra tubulina en el complejo T2S, la tubulina se hace no polimerizable. Sin esta polimerización no se pueden ensamblar los microtúbulos. A través de este mecanismo, la estatmina estimula el desensamblaje de los microtúbulos sin actuar directamente en el extremo de los mismos.
La tasa de ensamblaje de microtúbulos es un aspecto importante del crecimiento celular, asociándose de ese modo la estatmia con el progreso del ciclo celular. La regulación de la estatmina es dependiente del ciclo celular y está controlada por las proteína quinasas en respuesta a señales específicas. La fosforilación en cuatro residuos de serina, Ser16, Ser25, Ser38 y Ser63 provoca una unión más débil a la tubulina. La fosforilación de la estatmina incrementa la concentración de tubulina disponible en el citoplasma para el ensamblaje de los microtúbulos. Para que la célula pueda ensamblar el huso mitótico, necesario para la iniciación de la fase mitótica del ciclo celular, es necesaria la fosforilación de la estatmina. Sin ello se produce arresto cel ciclo celular. En citocinesis, la última fase del ciclo celular tiene lugar la desfosforilación de la estatmina para bloquear la posibilidad de que la célula vuelva entrar en el ciclo celular hasta que esté preparada para ello.

## Caracterización como oncoproteína
El papel de la estatmina en la regulación del ciclo celular la determina como oncoproteína (op18).  Como oncoproteína la estatmina puede producir proliferación celular incontrolada cuando muta y no funciona adecuadamente. Si la estatmina no es capaz de unirse a la tubulina, permite el ensamblaje constante de microtúbulos y por tanto la formación continua del uso mitótico. Sin una regulación del mismo, la célula tiene la capacidad de ciclar sin control, lo que produce el característico crecimiento celular desregulado de las células cancerosas.

## Papel en el comportamiento social
Los ratones sin estatmina tienen defectos en el temor innato y aprendido. Las hembras estatmina−/− no evalúan bien las amenazas, lo que conduce a una carencia de cuidados parentales innatos e interacciones sociales en el adulto. Carecen de la motivación para atender a sus crías y son incapaces de elegir una localización segura para construir sus huras. No obstanete tienen un incremento de las interacciones sociales.